# Нищик Руслан Петрович
Русла́н Петро́вич Ни́щик (24 червня 1991 — 31 січня 2015) — молодший сержант Збройних Сил України, учасник російсько-української війни.

## Короткий життєпис
Молодший сержант, 30-а окрема механізована бригада.
Загинув 31 січня 2015 р. під час артилерійського обстрілу в районі м. Вуглегірськ Донецька область.
Похований в Аврамівці10 лютого 2015-го, прощатися прийшли й зовсім незнайомі небайдужі люди. Вдома лишилися мама Галина Григорівна і сестра Наталія.
2 вересня в ЗОШ № 2 Монастирищ відкрито меморіальну дошку пам'яті Руслана Нищика.

## Нагороди та вшанування
- Указом Президента України № 311/2015 від 4 червня 2015 року, «за особисту мужність і високий професіоналізм, виявлені у захисті державного суверенітету та територіальної цілісності України, вірність військовій присязі», нагороджений орденом «За мужність» III ступеня (посмертно)[1].
- 1 вересня 2015 року на фасаді Монастирищенської школи № 2 (вул. Соборна, 51), де навчався Руслан з 2001 по 2006 рік, йому відкрили меморіальну дошку[2].
- Вшановується в меморіальному комплексі «Зала пам'яті», в щоденному ранковому церемоніалі 31 січня[3][4].